# ITB V56/V58

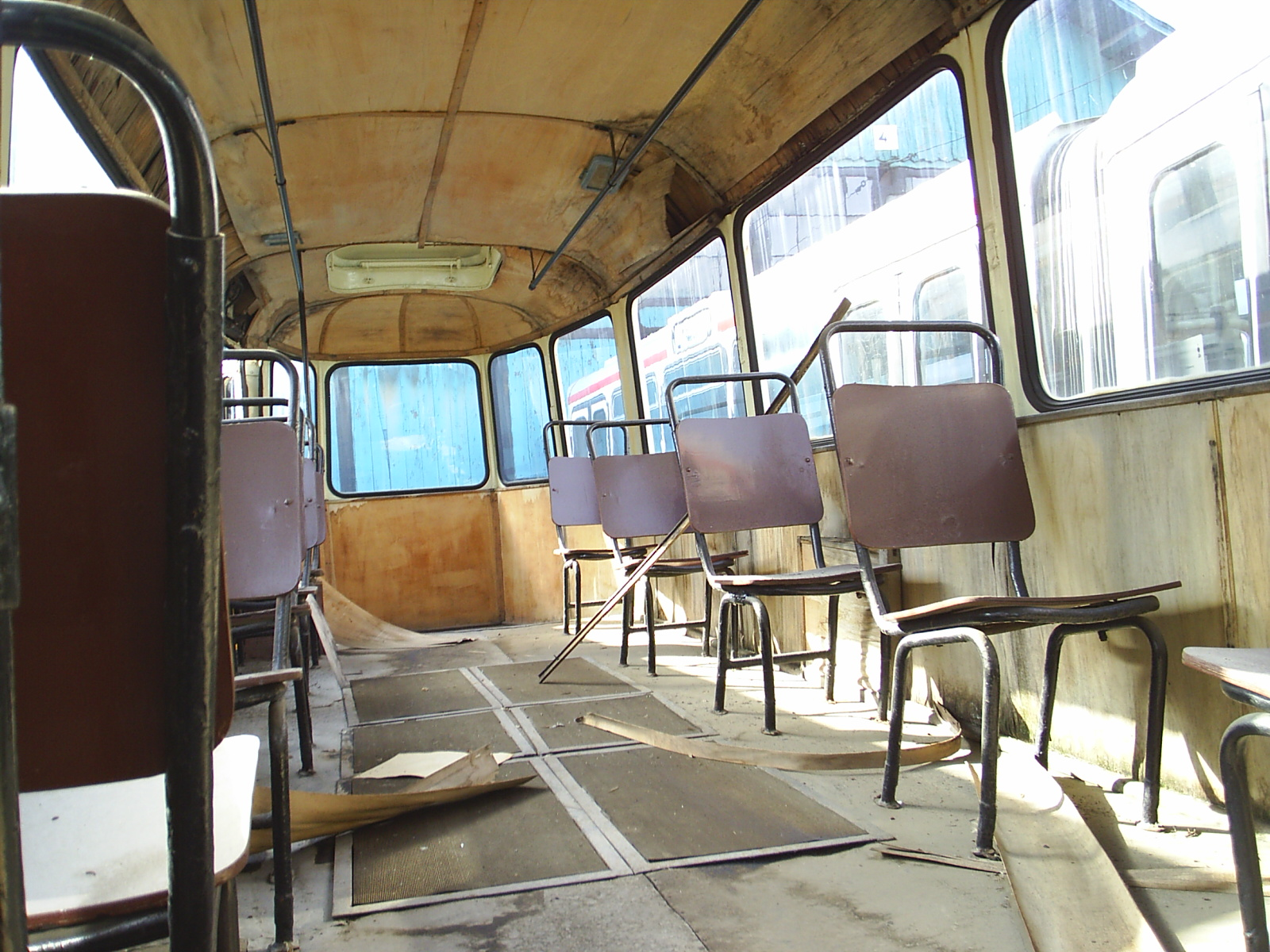
Wnętrze zachowanego Timișoarskiego wagonu przed remontem

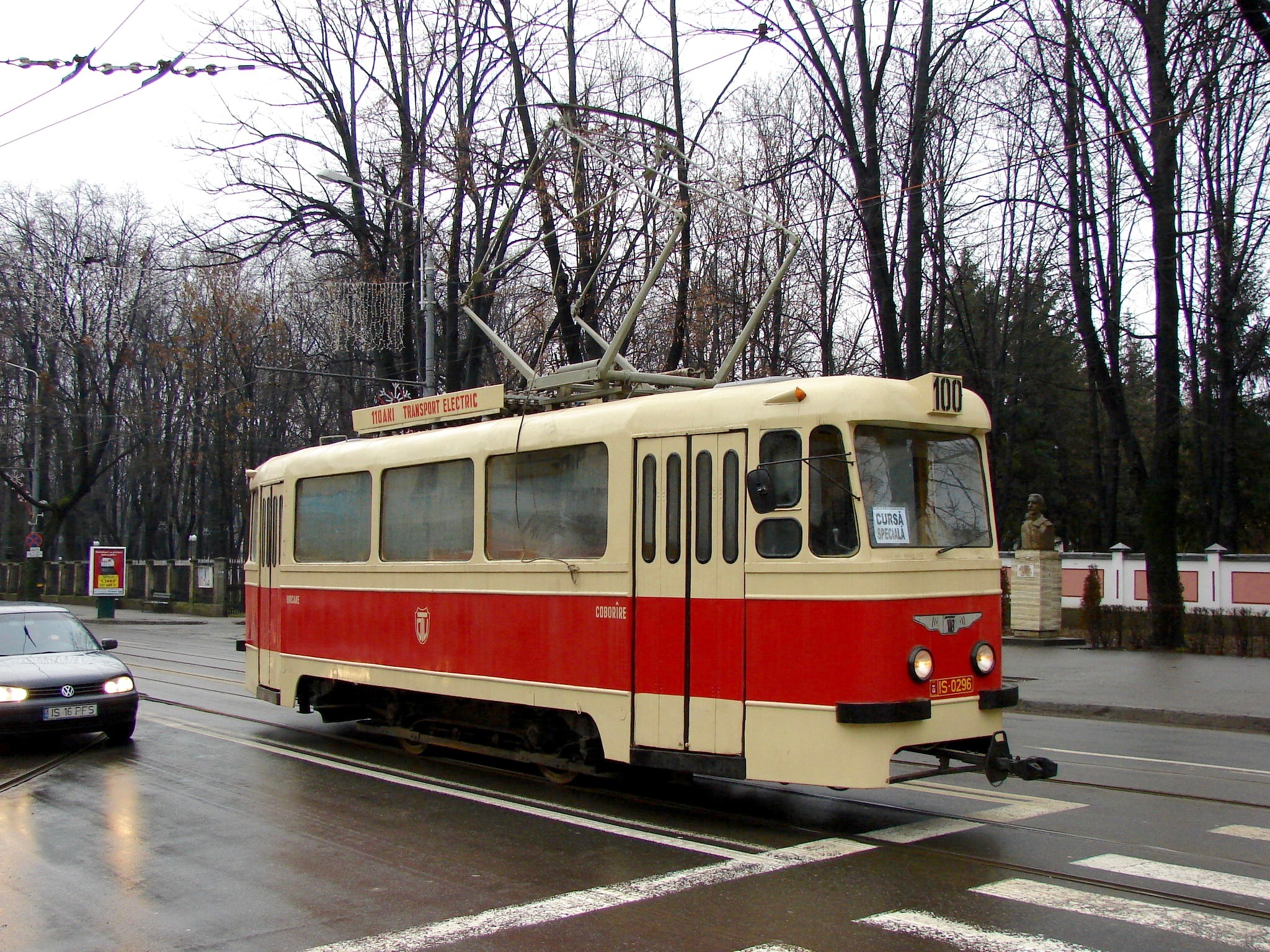
Zabytkowy wagon nr 100 w Jassach

V56/V58 – oznaczenia dwóch serii silnikowych wagonów tramwajowych produkcji rumuńskiej. Jednokierunkowe, dwuosiowe tramwaje wytwarzano w latach 1956–1966 w warsztatach głównych sieci tramwajowej w Bukareszcie, producentem był ówczesny bukaresztański przewoźnik Întreprinderea de Transport București, w skrócie ITB. Wagony typu V56 skonstruowano poprzez montaż nowego nadwozia o konstrukcji stalowej na podwoziu pochodzącym ze starszych, drewnianych wagonów, natomiast zbliżone do nich konstrukcyjnie wagony V58 zbudowano od podstaw. Obydwa oznaczenia odwołują się do lat, w których rozpoczęto produkcję tramwajów. Powstało ich ogółem 467 sztuk.
Konstrukcja wagonów typu V56 oraz V58 uległa w późniejszym czasie ujednoliceniu. Tramwaje eksploatowano w ośmiu miastach, w których sieć tramwajowa została uruchomiona przed 1987 rokiem; poza Bukaresztem wagony kursowały w Aradzie, Braile, Gałaczu, Jassach, Oradei, Sybinie i Timișoarze. Bukareszt otrzymał niewiele tramwajów o nowej konstrukcji: większość włączonych do eksploatacji wagonów stanowiły tramwaje powstałe w wyniku modernizacji.
Tramwaje typu V56 i V58 łączono z reguły w składy z jednym lub dwoma wagonami doczepnymi, między innymi z wytwarzanymi równolegle doczepami V08mod, V10 i V12, a także ze starszymi drewnianymi wagonami typu V08, pochodzącymi jeszcze z okresu międzywojennego. W latach 70. i 80. XX wieku większość tramwajów wycofano ze służby liniowej i zastąpiono nowocześniejszymi wagonami typu V2A i V3A oraz Timiș 2, względnie Tatra T4R. Jednakże w Jassach wagony typu V56 i V58 kursowały jeszcze do połowy lat 90. XX wieku.

## Eksploatacja

### Bukareszt
Stolica Rumunii dysponowała 226 wagonami typu V56 (140 sztuk) oraz V58 (86 sztuk), którym nadano numery z zakresu 1-497. Eksploatację tych wagonów zakończono w 1986 r. Tramwaje V56 powstały w wyniku przebudowy tramwajów wyprodukowanych w 1927 r. przez belgijską firmę Dyle et Bacalan. Wyposażenie elektryczne pochodziło natomiast z zakładów Compagnie Française Thomson-Houston. Oprócz dziewięciu nowych pudeł o konstrukcji stalowej, wagony otrzymały także pantograf nożycowy w miejsce pantografu lirowego. Wagon nr 119 wyremontowano w 2008 r. i obecnie stanowi on część taboru zabytkowego. 

### Arad
32 wagony silnikowe o metrowym rozstawie wózków otrzymały numerację z zakresu 1–70.

### Braiła
30 normalnotorowych tramwajów otrzymało numery 1–30.  

### Gałacz
52 tramwaje, przeznaczone do obsługi wąskotorowych tras tramwajowych, otrzymały numery 1–3, 5–18, 20–24 oraz 26–55. W 1971 r. zaprzestano eksploatacji wagonów w związku z otwarciem sieci normalnotorowej.

### Jassy
W latach 1959–1964 dostarczono 56 wąskotorowych tramwajów, którym nadano numery 50–105. Po 1991 r. w 16 tramwajach zamontowano części pochodzące od wycofanych wagonów typu Timiș 2; po przebudowie zmieniono numery taborowe na nowe z zakresu 100–115.  

### Oradea
12 normalnotorowych wagonów typu V58 otrzymało numery 37–43, 55, 57 i 61–63.

### Sybin
Do Sybina dostarczono 17 wąskotorowych egzemplarzy; tramwaje otrzymały numery 1–17.

### Timișoara
24 normalnotorowe wagony silnikowe dostarczono do miasta w następującej kolejności:
| Rok  | Wagony  |
| ---- | ------- |
| 1961 | 177–180 |
| 1963 | 181–187 |
| 1964 | 188–194 |
| 1965 | 195–197 |
| 1966 | 198–200 |